# 25カ条綱領
25か条綱領（25かじょうこうりょう、独: 25-Punkte-Programm）は、ナチス党（国民社会主義ドイツ労働者党）の党綱領。1920年2月24日、ミュンヘンの党大会で採択された。
綱領は各項目に解釈を加えた形式で冊子として発行され、1930年までに百十版を重ねるほどドイツ国民に広く読まれた。

## 概要
ナチス党の前身であるドイツ労働者党は、創設者アントン・ドレクスラーが起草した「原則」はあったものの、綱領は存在しなかった。この原則には熟練労働者の保護による中産階級の拡大、不労所得への反対、ユダヤ教への敵対等が含まれており、党をドイツ人指導者によって指導される社会主義的組織であると規定していた。
1919年に入党したアドルフ・ヒトラーは精力的な活動を行い、党内での地位を急速に高めていった。ヒトラーは綱領策定などを通じて党の運動を拡大するべきと主張し、トゥーレ協会の支持を受け、間接的な影響拡大を目的とする第一議長カール・ハラーと対立した。ヒトラーはドレクスラーと結託し、党規則を改定してハラーを追放した。後継の議長となったドレクスラーとヒトラーは、綱領策定5人委員会を設置し党綱領の策定を検討しはじめた。
ナチス・ドイツ時代にはヒトラーが一人で作成したとされていたが、現在は事実とは見られていない。綱領の策定にはヒトラーは関わっていないというヘルマン・エッサーの主張はあるが、ドレクスラーはヒトラーと二人で策定したと述べており、コンラート・ハイデン（en）、村瀬興雄等の研究者も最終的にドレクスラーとヒトラーが綱領をまとめたと見ている。ハイデンによれば外交政策についてはヒトラー、利子制度打破の主張はゴットフリート・フェーダー、人種政策はディートリヒ・エッカート、国有化政策はドレクスラーが主張したとされている。
完成された綱領は1920年2月24日にビアホール・ホフブロイハウスで開催された党大会において発表された。発表を行ったのはヒトラーであり、一項目ごとに聴衆が理解するか問いかけた。ヒトラーは『我が闘争』において「一条また一条と、高まる歓呼の声でもって承認され、全会一致に次ぐ全会一致で採択された」としているが、当時の警察記録によると、時折反対党と支持者の間で騒ぎが起きたが、演説の最後には「いつまでも続く嵐のような賛成の声」が起こったという。聴衆の一人であったハンス・フランクは、「ドイツの運命を支配する者がいれば、それはヒトラーをおいて他にない」と感じたと記述している。
1921年7月29日にヒトラーが第一議長になり独裁権力を握ると、党綱領の意義は薄れていった。ミュンヘン一揆でヒトラーが収監された後、グレゴール・シュトラッサーらナチス左派は社会主義色を強める綱領改定案を出した（ハノーファー会議）。しかし既成勢力との関係は党勢の拡大に重要と考えたヒトラーは、バンベルクで開催されたバンベルク会議において「指導者原理」を強調し、反対派を沈黙させた。この会議で綱領は不変のものとされたが、ヒトラーは指導者原理により綱領を有名無実化していった。
ヒトラーは1926年に出版された『我が闘争』第二部において、綱領は「論理的に完全なものであるとは言えない」としながらも、綱領というものは政党の信条であり、信条は決して変更されてはいけないとしている。綱領は変更しようとすれば党内に内紛をもたらすだけであり、党員の信念に動揺を来すだけだとした。